# Essai sur la problématique philosophique dans l'Afrique actuelle
 (juin 2017).
Si vous disposez d'ouvrages ou d'articles de référence ou si vous connaissez des sites web de qualité traitant du thème abordé ici, merci de compléter l'article en donnant les références utiles à sa vérifiabilité et en les liant à la section « Notes et références ».
L'essai sur la problématique philosophique dans l'Afrique actuelle est un livre de Marcien Towa pubié en 1971 et réédité plusieurs fois.
L'auteur développe l'idée selon laquelle une grande partie de la production philosophique actuelle (des années 1960 et suivantes) est tournée vers l'exhumation d'une « philosophie africaine » authentique. Sa critique débouche sur le concept d'« ethno-philosophie ».

## Division de l'ouvrage et contenu
L'Essai sur la problématique philosophique dans l'Afrique actuelle comporte une introduction, quatre chapitres et une conclusion.

### chapitre 3
Dans l'introduction d'une page et de trois paragraphes, Marcien Towa s'attache à préciser le sens et l'objet de son questionnement. Il les pose en termes d'interrogation au sujet de l'existence d'une philosophie africaine. Il montre ensuite l'intérêt et la spécificité d'une telle question par rapport au projet général d'émancipation des peuples Noirs en proie à la domination coloniale de l'Europe dont l'idéologie est principalement adossée sur le préjugé de l'existence d'une "mentalité primitive", inapte à la pensée et à la philosophie, et dès lors inférieure à la mentalité européenne totalement développée, pleinement humaine.
Towa soutient ensuite que "La plupart des tentatives philosophiques de l'Afrique moderne sont avant tout des réactions contre ce préjugé raciste" qu'on ne combat pas en montrant d'excellentes réalisations dans d'autres domaines, comme notamment ceux de l'art et de la littérature dans lesquels "des talents et même des génies négro-africains se sont imposés".
Enfin, l'auteur précise que son approche ne se situera pas dans cette voie "piégée et sans issue", mais plutôt dans la recherche active de la signification de la "valeur intrinsèque de la philosophie au sens européen du terme et du rôle qu'elle est susceptible de jouer relativement à notre dessein fondamental".

### Chapitre Premier: "Existe-t-il une philosophie africaine?"
Dans ce premier chapitre, Marcien Towa pose que la science et la technologie font partie de la "spécificité européenne", c'est-à-dire de ce que "le penseur européen considère à la fois comme le privilège et le fardeau de l'Europe, le secret de sa puissance et de sa domination". Il s'engage dès lors à montrer comment les "idéologues de l'impérialisme européen" s'engagent à maintenir une telle situation qui sert à justifier la domination de l'Europe sur le reste du monde.
À ce titre, Marcien Towa convoque un certain nombre de penseurs, dont Lucien Lévy-Bruhl (pour son idée de "mentalité primitive"), Émile Bréhier (pour sa fidélité pleine de remords à la tradition en ce qui concerne la définition de la philosophie et l'identification de son territoire dans l'histoire d'en reconstruire l'histoire), Georges Gusdorf (pour la distinction entre mythe et philosophie), Martin Heidegger (pour l'affirmation du lien essentiel entre philosophie et monde grec, et par là européen), et enfin Georg Wilhelm Friedrich Hegel (pour l'exposé systématique de la géographie de la Raison qui découle de sa définition compréhensive de la philosophie). C'est d'ailleurs à Hegel que Marcien Towa consacre l'essentiel de ce chapitre (8 pages sur 15). 
L'auteur en arrive à la conclusion que le jugement européen à propos de l'existence et même de la possibilité de la philosophie dans le monde non-européen doit être nuancé, si ce n'est complètement révisé. En effet, il estime que Heidegger pèche par eurocentrisme injustifié, tandis que les importants efforts spéculatifs de Hegel pour fonder en raison l'hégémonie européenne sont entachés d'idéologie dès qu'ils touchent au monde non-européen. Pour cette raison, la question de l'existence d'une philosophie africaine doit demeurer ouverte.
C'est à l'occasion du commentaire de l'entreprise d'Émile Bréhier secondé par Masson-Oursel, que Marcien Towa introduit la référence à Placide Tempels et à son fameux livre, La philosophie bantoue dont il se contente de souligner le caractère "provocant" qui transparaît de son titre, en tant qu'il se pose, à première vue, comme une réfutation du monopole européen de la philosophie. Le deuxième chapitre est consacré à l'élucidation de cette situation.

### Chapitre II: "La philosophie africaine dans le sillage de la négritude"
Si en théorie l'ouvrage de Tempels peut paraître révolutionnaire, selon Marcien Towa, en pratique, il n'en est rien, puisqu'il continue une veille tradition de "révolte contre l'affirmation de l'occidentalité essentielle et exclusive de la philosophie", sur un mode lui-même ancien, à savoir celui de la revendication d'une dignité anthropologique propre aux Africains. En soi, la contestation de l'occidentalité exclusive de la philosophie (c'est-à-dire de l'aptitude à la pensée) est louable. En revanche, pour soi, elle correspond à un projet voué à l'échec puisqu'il entérine justement la domination de l'Européen sur le reste du monde. La revendication qui la sous-tend et qu'un tel projet porte est en acte le maintien des positions entre dominant et dominé où le dernier est réduit à devoir quémander l'humanité au premier ou à devoir coûte que coûte le lui prouver. Marcien Towa relie cette attitude à la négritude dans son versant conservateur où elle renvoie à l'établissement (pour les besoins de la cause) d'un monde original et fondamental différent du monde occidental, un monde fondé sur ses propres valeurs qu'on qualifie d'authentiques en opposition avec les valeurs du monde européen.
C'est dans ce sillage que s'inscrit selon l'auteur la "philosophie africaine" portée par Tempels et ses adeptes, au rang desquels Marcien Towa range  Alexis Kagame, Alassane Ndaw et Basile-Juléat Fouda. L'occasion de l'analyse sommaire des travaux des deux derniers auteurs permet à Marcien Towa de fonder son concept d'ethno-philosophie.
Towa soutient que l'essentiel de leurs travaux consiste à reprendre la question du chapitre premier du livre posée par les européens et à laquelle ces derniers répondaient par la négative, pour y répondre désormais de manière positive, afin de ruiner l'idéologie impérialiste et colonialiste. Or pour ce faire, les auteurs que critique Towa ne s'en tiennent pas à une définition rigoureuse de la philosophie (comme celle de Hegel par exemple). Au contraire, ils dilatent le concept de philosophie jusqu'à ce qu'il prenne "la même extension que celui de culture, au sens sociologique de ce terme". Dès lors, la philosophie est "indiscernable de n'importe quelle forme culturelle : mythe, religion, poésie, art, science, etc...". Towa estime qu'un tel résultat est la première erreur de ces philosophes.
Leur deuxième erreur concerne "l'attitude à l'égard de certaines productions de la pensée africaine telles que nous les révèle l'ethnologie". Towa regrette que les auteurs ne font pas preuve, vis-à-vis des productions qu'ils présentent, du détachement nécessaire à la prise en compte critique de ces dernières. Dès lors, estime Towa, leur démarche "trahit à la fois l'ethnologie et la philosophie", car les auteurs ne font pas que simplement décrire, et par le même temps, leur défense de ce qu'ils décrivent n'est pas faite sur le mode de la critique véritable, mais prend la forme d'une profession de foi militante qui fait malheureusement l'économie des arguments. Par-là, l'ethno-philosophie draine dans son sillage une attitude dogmatique qui la rapproche de la théologie, au point où Towa peut écrire que "l'ethno-philosophie apparaît à la philosophie comme une théologie qui ne veut pas dire son nom".